# Lajamanu
Lajamanu (669 habitants) est un village du Territoire du Nord en Australie dont une grande majorité des habitants est d'origine aborigène. Il est situé à environ 557 kilomètres de Katherine et environ 890 kilomètres de Darwin. 

## Gouvernement
Le village est une communauté aborigène très traditionnelle et est géré par le Conseil de la communauté Lajamanu ainsi que par un conseil tribal local. Le Conseil de Lajamanu a été créé en 1980 et a été le premier conseil de communauté qui sera créé dans le Territoire du Nord. Sur les questions culturelles, le Conseil s'en remet au conseil tribal local, car les coutumes traditionnelles sont encore très pratiquées et dominent généralement la réflexion de la communauté. 

## Géographie et climat
Le Territoire du Nord est une région sèche. Lajamanu est situé à proximité du centre de l'Australie, qui a un climat chaud. 

## Accès
Lajamanu est d'accès difficile principalement en raison de la distance entre les villes. L'accès routier se fait via la Victoria Highway (à quitter après 120 kilomètres de route) puis la  Buntine Highway sur 323 kilomètres (route à voie unique goudronnée jusqu'à Kalkaringi), enfin 104 de mauvaise piste jusqu'à Lajamanu.